# هوراتیو برنی فیکلین
هوراتیو برنی فیکلین (انگلیسی: Horatio Berney-Ficklin; ۱۳ ژوئن ۱۸۹۲ – ۱۷ فوریهٔ ۱۹۶۱) افسر ارتش بریتانیا بود که در هر دو جنگ جهانی اول و دوم خدمت کرد. در طول جنگ جهانی دوم، او به مدت کمی بیش از سه سال - از ژوئیه ۱۹۴۰ تا اوت ۱۹۴۳ - فرماندهی لشکر پنجم پیاده نظام (ملقب به "جهانگردان") را بر عهده داشت، لشکری که بیشترین تعداد سفر را در طول جنگ جهانی دوم در ارتش بریتانیا انجام داد. وی برندهٔ جوایزی همچون صلیب نظامی شده‌است.